# 花頰隱帶麗魚
花頰隱帶麗魚（學名：Apistogramma commbrae），為輻鰭魚綱鱸形目隆頭魚亞目慈鯛科隱帶麗魚屬的其中一種，分布於南美洲巴拉圭河及烏拉圭河流域，體長可達3.3公分，棲息在河川中底層水域，生活習性不明，可做為觀賞魚。

## 擴展閱讀
維基物種上的相關：花頰隱帶麗魚